# 大克里訥特湖

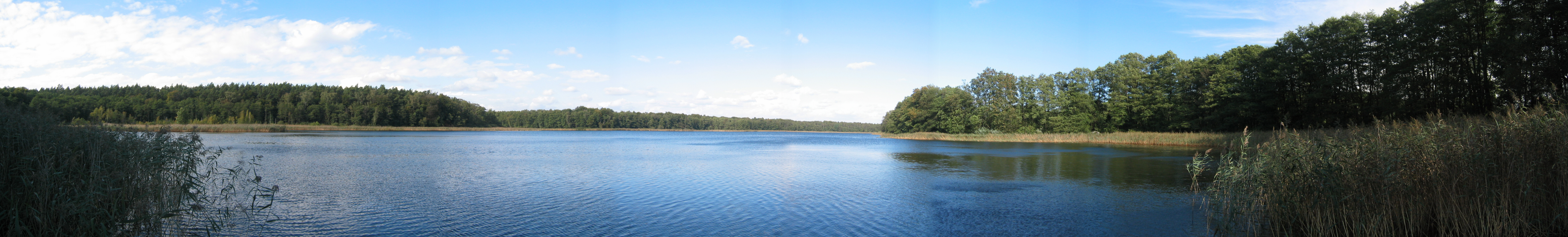

53°4′58.05″N 13°44′17″E / 53.0827917°N 13.73806°E
大克里訥特湖（德語：Großer Krinertsee），是德國的湖泊，位於該國西南部，由勃蘭登堡州負責管轄，處於特門-林根瓦爾德，面積0.74平方公里，海拔高度67米，最大水深12米，水體容量305萬立方米。